# Wilhelm Köhl
Wilhelm Köhl, född 25 april 1859 i Kaiserslautern, död 29 oktober 1942 i Pfaffenhofen an der Roth, var en officer i Kejserliga tyska armén, dåvarande Kejsardömet Tysklands armé.

## Biografi
Köhl föddes 25 april 1859 i Kaiserslautern som son till Valentin Köhl, gift med Elise Köhl, född Geiger.

## Familj
Köhl gifte sig 1885 med Walburga Mahler. I äktenskapet föddes åtta barn, bland dem lantrådet Georg Köhl (1894-1975) och den berömda piloten och flygpionjären Hermann Köhl (1888–1938) som var först med att flyga över Atlanten från öst till väst.

### Militärkarriär
Efter fullbordad Realgymnasiums inträdde Köhl 1878 i militärtjänstgöring som Dreijährig-Freiwilliger (Värnplikt) i den andra pionjärbataljonen i Bayerska armén i Speyer. Efter krigsskola (Wehrmacht) (tyska:Kriegsschule) i München kommenderades han till den Kungliga Bayerska Artilleri- och ingenjörhögskolan. 
Där befordrades Köhl den 1 april 1881 till Sekondeleutnant. Som À la suite inom Ingenjörstrupperna kommenderades han den 18 August 1884 under fyra år till Ulms fästning (Bundesfestung Ulm). Efter att han återvänt till sin  bataljon fördelades han till det 4:e kompaniet i Germersheim. Köhl genomförde sedan tre års studier vid Bayerska krigsakademin, med vilket han ökade sin kvalifikationer, och Köhl befordrades i april 1894 till Hauptmann och Kompaniechef auf. Mellan 1898 bis 1903 undervisade han på Artilleri- och ingenjörhögskolan och befordrades 1905 till major och kommendör av den andra bataljonen, 26 maj 1910 till överste, senare generalmajor och kommendant på Festung Ingolstadt. 1914 blev han inspektör vid Tekniska Institutet vari ingick Gewerkfabrik Amberg, Geschützgießerei und Geschoßfabrik Ingolstadt, Artillerieverkstäderna i München och Hauptlaboratorium (Ingolstadt) samt dess pulverfabrik.
Denna ställning hade Köhl fram till första världskriget utbrott, när han den 4 oktober 1915 blev general för 3:e artilleriet till fots under 8. Armee (Tyska kejsardömet) vid Östfronten och deltog i slagen vid Dünaburg (Daugavpils) och Riga, varefter Köhl erhöll Järnkorset av båda klasserna. Den 21 augusti 1916, utsågs Köhl till Gouverneur vid Namurs fästning och provinsen Namur i det besatta Belgien, och befordrades 17 januari 1917 till generallöjtnant. Vid sitt avsked den 17 januari 1918 pensionerades Köhl med Bayerska militärförtjänstorden 2:a klassen med svärd zur Disposition.

## Utmärkelser
Första världskriget
- Järnkorset av första och andra klassen: 1915
- Bayerska militärförtjänstorden av andra klassen med svärd 1918

## Familj
Wilhelm Köhl gifte sig 1885 mit Walburga Mahler. De hade sönerna Georg Köhl, lantråd, och Hermann Köhl, den förste piloten som korsade atlanten från öst till väst 1928.

## Weblinks
- Verordnungsblatt vom 31. März 1917
- Bekanntmachung vom 24. April 1917
- Bekanntmachung vom 4. Mai 1917
- Bekanntmachung vom 7. Mai 1917